# Iwona Brzezińska
Iwona Brzezińska (ur. 24 maja 1986) – polska lekkoatletka, sprinterka.

## Kariera
Absolwentka VII Liceum Ogólnokształcące im. Juliusza Słowackiego w Warszawie. Zawodniczka klubu KS Warszawianka. Dwukrotna mistrzyni Europy juniorek w biegu na 100 metrów i w sztafecie 4 x 100 m (Kowno 2005). Brązowa medalistka młodzieżowych mistrzostw Europy w sztafecie 4 x 100 m (Debreczyn 2007). Ósma w sztafecie podczas mistrzostw świata seniorów w Helsinkach (2005). Rekordy życiowe: 100 m - 11,59 (2009), 200 m - 23.70 (2005), 60 m (hala) 7.35 (2008) 
Krajowe osiągnięcia sportowe:
Rok 2002
- II miejsce w biegu na 60 m halowe Mistrzostwa Polski Juniorów Młodszych Spała
- III miejsce w sztafecie 4*100 m  Mistrzostwa Polski Juniorów Młodszych Szczecin
- I miejsce w sztafecie 4*100 m Akademickie Mistrzostwa Polski Olsztyn

Rok 2003
- II miejsce w biegu na 100 m Mistrzostwa Polski Juniorów Młodszych Gdańsk
- III miejsce w biegu na 200 m Mistrzostwa Polski Juniorów Młodszych Gdańsk

Rok 2004
- I miejsce w biegu na 60 m Halowe Mistrzostwa Polski Juniorów Spała
- II miejsce w biegu na 200 m Mistrzostwa Polski Juniorów Białystok
- III miejsce w biegu na 100 m Mistrzostwa Polski Juniorów Białystok
- III miejsce w Klubowej sztafecie 4*100 m Mistrzostwa Polski Seniorów Bydgoszcz

Rok 2005
- I miejsce w biegu na 60 m Halowe Mistrzostwa Polski Juniorów Spała
- I miejsce w biegu na 100 m Mistrzostwa Polski Juniorów Bydgoszcz
- I miejsce w biegu na 200 m Mistrzostwa Polski Juniorów Bydgoszcz
- III miejsce w biegu na 100 m Mistrzostwa Polski Seniorów Biała Podlaska

Rok 2006
- I miejsce w biegu na 60 m Halowe Mistrzostwa Polski Seniorów Spała
- III miejsce w biegu na 100 m Młodzieżowe Mistrzostwa Polski Toruń
- II miejsce w sztafecie 4*100 m Młodzieżowe Mistrzostwa Polski Toruń
- II miejsce w sztafecie 4*400 m Młodzieżowe Mistrzostwa Polski Toruń

Rok 2007
- II miejsce w biegu na 100 m Młodzieżowe Mistrzostwa Polski Słupsk
- I miejsce w sztafecie 4*100 m Młodzieżowe Mistrzostwa Polski Słupsk

Rok 2008
- II miejsce w biegu na 60 m Halowe Mistrzostwa Polski Spała

Rok 2009
- III miejsce w biegu na 60 m Halowe Mistrzostwa Polski Spała

Źródła - wyniki zawodów na stronie PZLA
Osiągnięcia zagraniczne
Rok 2002
- IX miejsce w biegu na 100 m podczas XXII Światowej Gimnazjady Młodzieży - Francja Caen

Rok 2003
- XIX miejsce w biegu na 100 m podczas III Mistrzostw Świata Juniorów Młodszych do lat 18 – Kanada Sherbrooke
- III miejsce w sztafecie 4*100 m. podczas VII Olimpijskiego Festiwalu Młodzieży Europy – Paryż

Rok 2004
- I miejsce w biegu na 100 m podczas Międzynarodowego Mityngu Lekkoatletycznego Juniorów we Włoszech – Iseria
- I miejsce w sztafecie 4x100 podczas Międzynarodowego Mityngu Lekkoatletycznego Juniorów we Włoszech - Iseria
- X miejsce w biegu na 100 m podczas Mistrzostw Świata Juniorów we Włoszech – Grosseto
- VII miejsce w sztafecie 4x100 m podczas Mistrzostw Świata Juniorów we Włoszech – Grosseto

Rok 2005
- I miejsce w biegu na 100 m podczas Mistrzostw Europy Juniorów Litwa – Kowno
- I miejsce w sztafecie 4*100 m podczas Mistrzostw Europy Juniorów Litwa- Kowno
- VI miejsce w biegu na 200 m podczas Mistrzostw Europy Juniorów Litwa- Kowno
- VIII miejsce w sztafecie 4*100 m podczas Mistrzostw Świata Finlandia - Helsinki

Rok 2006
- V miejsce w biegu na 60 m podczas Halowego Pucharu Europy - Francja - Liévin

Rok 2007
- III miejsce w sztafecie 4*100 m podczas Młodzieżowych Mistrzostw Europy Węgry - Debreczyn
- XII miejsce w biegu na 100 m podczas Młodzieżowych Mistrzostw Europy Węgry - Debreczyn
- VIII miejsce w biegu na 100 m w 2 serii podczas Pucharu Europy Hiszpania - Malaga
- reprezentantka kraju podczas Mistrzostw Świata - Japonia - Osaka (rezerwowa w sztafecie 4x100 metrów) ostatecznie nie wystartowała

Rok 2008
- IV miejsce w biegu na 60 m podczas Halowego Pucharu Europy - Rosja - Moskwa

Rok 2009
- V miejsce w biegu na 100 m podczas Uniwersjady w Belgradzie (11.70, pf. 11.59)
- II miejsce w sztafecie 4 x 100 m podczas Uniwersjady w Belgradzie (biegła w eliminacjach)

Źródło - wyniki zawodów na stronie PZLA